# Au Schwarte!
Au Schwarte! (Untertitel Die Abenteuer von Ringel, Entje und Hörnchen) ist eine US-amerikanische 3D-CGI-Animationsserie.
Sie wurde erstmals von 2003 bis 2007 bei PBS unter dem Originaltitel Jakers! The Adventures of Piggley Winks gesendet. Sie wird von Mike Young Productions (MYP) im Auftrag des Rechteinhabers Entara Ltd. produziert.
Die Serie wird mittlerweile in über 64 Ländern weltweit ausgestrahlt, unter anderem auch in Australien, Kanada, Großbritannien und Frankreich. Die deutsche Erstausstrahlung war am 2. Dezember 2004 auf dem Kinderkanal (KiKA).

## Inhalt
Wenn Opa Ringel von seinen Kindertagen auf dem irischen Bauernhof, dem Raloo-Hof, erzählt, dann hören selbst seine drei Enkelschweinchen, die Zwillinge Peter und Paul sowie deren große Schwester Rosa gespannt zu. Dort nämlich hat der Opa mit seinen besten Freunden, der Ente Entje, dem Stier Fernando („Hörnchen“) und seiner Schwester Molly, aufregende Abenteuer erlebt.
Die drei gehen auf Schatzsuche oder betätigen sich als Meisterdetektive. Sie jagen Kobolde, wehren sich gegen Feen und andere freche und merkwürdige Bewohner des Dorfes Tara in Irland. Ringel lernt kleine und große Lebensweisheiten, die er als Opa mit einem Zwinkern im Auge an seine Enkel weitergibt.
In jeder Folge sorgt Schaf Willy als Leithammel für zusätzlichen Spaß, wenn es die Herde mit neuen Ideen und coolen Sprüchen auf Trab hält. In späteren Folgen tritt auch seine selbstbewusste und dominierende Frau Shirley auf, die zeigt, dass auch hinter einem großen Leithammel eine dominierende Frau steht.

## Charaktere

### Figuren auf dem Raloo-Hof
- Ringel (Spitzname: Ringelwutz), Ferkel
- Fernando („Hörnchen“), Stier
- Entje, Ente
- Molly (Ringels kleine Schwester)
- Elly (Mutter von Ringel)
- Millie (Mädchen, in das sich Hörnchen verliebt)
- Miss Nanny (Ladenbesitzerin)
- Katarina Farrel (Kind in der Schule)
- Gosford Gaynor (auch Gossi genannt)
- Lampe O'Hopper (auch nur Lampe genannt)
- Hektor (Ein Junge, der immer einen Streich ausheckt)
- Mr. Hornsby (Der Lehrer im Ort, Schulfreund von Ringels Vater mit Spitznamen Profi, von den Kindern aber Hausaufgaben-Hornsby genannt)
- Don Toro (Vater von Hörnchen, Beruf: Schmied)
- Patrick (Vater von Molly und Ringel, Beruf: Landwirt)
- Mr. McGantenbein (Der Bahnhofsvorsteher in Tara)
- Gaddy (Entjes Cousine aus Amerika)
- Käpt’n Cumara (Der alte Kapitän)
- Finbarr (Neffe von Mr. Hornsby)
- Entjes Oma (bei der Entje lebt)
- Mr. McHuf (Vertretungslehrer von Mr. Hornsby)
- Schafe: Willy (von Shirley auch Willi Wutz genannt, Synchronsprecher: Roland Hemmo), Löckchen, Shirley, Birney, Little Baa (das Babyschaf)
- Ziegenbock (Mag es nicht wenn man Äpfel von den Apfelbäumen pflückt)
- Finnigan (Der Esel auf dem Raluhof)
- Goldfisch Thor (Hörnchens erstes Haustier)
- Zirkusäffchen

### Figuren der Rahmengeschichte
- Mama (Tochter von Opa Ringel)
- Paul
- Rosa
- Peter
- Ringel als Opa
- Fernando „Hörnchen“ als alter Mann (Folgen: Opas Geburtstag, Teil 1 und 2)

## Episodenliste

### Staffel 1
| Nr. (ges.) | Nr. (St.) | Deutscher Titel               | Originaltitel              | Erstausstrahlung USA | Deutschsprachige Erstausstrahlung (D) |
| ---------- | --------- | ----------------------------- | -------------------------- | -------------------- | ------------------------------------- |
| 1          | 1         | Der Apfelkuchen               | Pie filling                | 1. Sep. 2003         | 2. Dez. 2004                          |
| 2          | 2         | Der Lachs des Wissens         | The salmon of knowledge    | 2. Sep. 2003         | 3. Dez. 2004                          |
| 3          | 3         | Der verzauberte Freund        | Ferny is a bug             | 3. Sep. 2003         | 6. Dez. 2004                          |
| 4          | 4         | Die Meisterdetektive          | The case of big sty        | 4. Sep. 2003         | 7. Dez. 2004                          |
| 5          | 5         | Nächtlicher Trubel            | All night long             | 5. Sep. 2003         | 8. Dez. 2004                          |
| 6          | 6         | Ein besonderes Photo          | Picture perfect            | 8. Sep. 2003         | 9. Dez. 2004                          |
| 7          | 7         | Lehrer sind auch Menschen     | Teacher creature           | 9. Sep. 2003         | 10. Dez. 2004                         |
| 8          | 8         | Der Kobold                    | Molly’s dolly              | 10. Sep. 2003        | 13. Dez. 2004                         |
| 9          | 9         | Geister                       | Song of the banshee        | 11. Sep. 2003        | 14. Dez. 2004                         |
| 10         | 10        | Das Drachenei                 | Our dragon’s egg           | 12. Sep. 2003        | 15. Dez. 2004                         |
| 11         | 11        | Wie Katz und Maus             | The cat came back…and back | 15. Sep. 2003        | 16. Dez. 2004                         |
| 12         | 12        | Der verrückte Wissenschaftler | Good neighbors             | 16. Sep. 2003        | 17. Dez. 2004                         |
| 13         | 13        | Rock ‚n‘ Roll                 | Rock around the cluck      | 17. Sep. 2003        | 3. Jan. 2005                          |
| 14         | 14        | Ein Esel als Rennpferd        | Donkeys into racehorses    | 18. Sep. 2003        | 4. Jan. 2005                          |
| 15         | 15        | Der Fusselängstling           | Fir not                    | 19. Sep. 2003        | 5. Jan. 2005                          |
| 16         | 16        | Die Legende von Raloo         | The legend of Raloo        | 22. Sep. 2003        | 6. Jan. 2005                          |
| 17         | 17        | Übung macht den Meister       | Sheep about town           | 23. Sep. 2003        | 7. Jan. 2005                          |
| 18         | 18        | Die Schatzsuche               | Treasure hunt              | 29. Sep. 2003        | 10. Jan. 2005                         |
| 19         | 19        | Der große Milchverkauf        | Milk melodrama             | 24. Sep. 2003        | 11. Jan. 2005                         |
| 20         | 20        | Keksfreunde                   | New best friends           | 26. Sep. 2003        | 12. Jan. 2005                         |
| 21         | 21        | Für Mädchen verboten          | No girls allowed           | 25. Sep. 2003        | 13. Jan. 2005                         |
| 22         | 22        | Ausgefuchst                   | For whom the bell trolls   | 30. Sep. 2003        | 14. Jan. 2005                         |
| 23         | 23        | Eine wahre Geschichte         | Extra! Extra!              | 1. Okt. 2003         | 17. Jan. 2005                         |
| 24         | 24        | Gute Ratschläge               | Ferny gets a crush         | 2. Okt. 2003         | 18. Jan. 2005                         |
| 25         | 25        | Mach das Beste draus          | My right arm               | 3. Okt. 2003         | 19. Jan. 2005                         |
| 26         | 26        | Das Glückshufeisen            | Lucky U                    | 6. Okt. 2003         | 20. Jan. 2005                         |

### Staffel 2
| Nr. (ges.) | Nr. (St.) | Deutscher Titel          | Originaltitel                        | Erstausstrahlung USA | Deutschsprachige Erstausstrahlung (D) |
| ---------- | --------- | ------------------------ | ------------------------------------ | -------------------- | ------------------------------------- |
| 27         | 1         | Der Bestimmer            | Fern wears the star                  | 6. Sep. 2004         | 21. Jan. 2005                         |
| 28         | 2         | Regeln                   | Molly had a little lamb              | 7. Sep. 2004         | 24. Jan. 2005                         |
| 29         | 3         | Das hohe Gericht         | Trial and error                      | 8. Sep. 2004         | 25. Jan. 2005                         |
| 30         | 4         | Es regnet!               | Rain, rain, go away                  | 9. Sep. 2004         | 26. Jan. 2005                         |
| 31         | 5         | Ein Hauch von Spanien    | A touch of spain                     | 10. Sep. 2004        | 27. Jan. 2005                         |
| 32         | 6         | Besuch aus Amerika       | Dannan’s american cousin             | 13. Sep. 2004        | 28. Jan. 2005                         |
| 33         | 7         | Eine Feier für Thor      | Waking Thor                          | 14. Sep. 2004        | 31. Jan. 2005                         |
| 34         | 8         | Ringel hilft             | Father’s day                         | 24. Sep. 2004        | 1. Feb. 2005                          |
| 35         | 9         | Endlich erwachsen        | Growing pains                        | 27. Sep. 2004        | 2. Feb. 2005                          |
| 36         | 10        | Entje tanzt              | Dannan Does a Jig                    | 28. Sep. 2004        | 3. Feb. 2005                          |
| 37         | 11        | Das verlorene Kleeblatt  | Searching for a shamrock             | 29. Sep. 2005        | 4. Feb. 2005                          |
| 38         | 12        | Opas Geburtstag – Teil 1 | Wish Upon a Story, Part. 1           | 30. Sep. 2004        | 8. Feb. 2005                          |
| 39         | 13        | Opas Geburtstag – Teil 2 | Wish Upon a Story, Part. 2           | 1. Okt. 2004         | 9. Feb. 2005                          |
| 40         | 14        | Die gruseligen Kohlköpfe | The Creepy Cabbages of County Galway | 25. Okt. 2004        | 10. Feb. 2005                         |

### Staffel 3
| Nr. (ges.) | Nr. (St.) | Deutscher Titel                | Originaltitel                | Erstausstrahlung USA | Deutschsprachige Erstausstrahlung (D) |
| ---------- | --------- | ------------------------------ | ---------------------------- | -------------------- | ------------------------------------- |
| 41         | 1         | Das spukende Schiffswrack      | The Haunted Shipwreck        | 8. Jan. 2007         | 4. Feb. 2007                          |
| 42         | 2         | Das Zirkusäffchen              | The Monkey                   | 9. Jan. 2007         | 5. Feb. 2007                          |
| 43         | 3         | Die Sache mit dem Lesen        | Judging A Book               | 10. Jan. 2007        | 6. Feb. 2007                          |
| 44         | 4         | Das fliegende Segelboot        | Macarooned                   | 11. Jan. 2007        | 7. Feb. 2007                          |
| 45         | 5         | Ringels erster Fernsehauftritt | Return of the Raloo Rockers  | 15. Jan. 2007        | 8. Feb. 2007                          |
| 46         | 6         | Hörnchens erstes Haustier      | How Much Is That Dragon?     | 17. Jan. 2007        | 9. Feb. 2007                          |
| 47         | 7         | Das Geburtstagsgeschenk        | The Gift                     | 16. Jan. 2007        | 10. Feb. 2007                         |
| 48         | 8         | Das große Bootsrennen          | Mi Galeon                    | 18. Jan. 2007        | 11. Feb. 2007                         |
| 49         | 9         | Hektor nervt ganz schön        | Hector's Hero                | 22. Jan. 2007        | 12. Feb. 2007                         |
| 50         | 10        | Knigge auf dem Raluhof         | Mind Your Manners            | 19. Jan. 2007        | 13. Feb. 2007                         |
| 51         | 11        | Ohne Fleiß kein Preis          | Tale Spinner                 | 23. Jan. 2007        | 14. Feb. 2007                         |
| 52         | 12        | Große Geschwister              | The World According to Molly | 12. Jan. 2007        | 15. Feb. 2007                         |

## Synchronsprecher
| Rolle             | Originalsprecher  | Deutsche Synchronisation                                      |
| ----------------- | ----------------- | ------------------------------------------------------------- |
| Ringel als Opa    | Peadar Lamb       | Hasso Zorn                                                    |
| Ringel als Ferkel | Maile Flanagan    | Christian Zeiger (Folge 1–39) Sebastian Fitzner (Folge 40–52) |
| Hörnchen          | Russi Taylor      | Sebastian Schulz                                              |
| Entje             | Tara Strong       | Andreschka Großmann                                           |
| Don Toro          | Fernando Escandon | Helmut Gauß                                                   |
| Molly             | Tara Strong       | Friedel Morgenstern                                           |
| Patrick           | Charlie Adler     | Hans-Jürgen Dittberner                                        |
| Willy             | Mel Brooks        | Roland Hemmo                                                  |
| Mami              | Russi Taylor      | Helga Sasse                                                   |
| Meg (Meggie)      | Melissa Disney    | Jamie Lee Blank                                               |

## Auszeichnungen
Die Serie erhielt zahlreiche Preise, unter anderem sechs Emmys (Production Design und Storyboarding 2004, Production Colour 2005, Music Direction & Composition 2005, Outstanding Children’s Animated Program 2006, Outstanding Performer - Maile Flanagan als Piggley Winks 2006) oder den BAFTA Award - Best International Animation 2005.